# Andy Green (baseball)
Andrew Mulligan Green Chasseboeuf (né le 7 juillet 1977 à Lexington, Kentucky, États-Unis) est un ancien joueur de baseball devenu instructeur. Il est depuis le 2020 l'instructeur des Cubs de Chicago de la Ligue majeure de baseball.
Green, un joueur de deuxième but, évolue dans les Ligues majeures pour les Diamondbacks de l'Arizona de 2004 à 2006, puis pour les Mets de New York en 2009. Il joue également une saison (2007) au Japon pour les Hokkaido Nippon Ham Fighters.

## Carrière de joueur
Andy Green est réclamé en 24e ronde du repêchage amateur de l'été 2000 par les Diamondbacks de l'Arizona. Il fait ses débuts dans les majeures le 12 juin 2004 et s'aligne pour l'équipe de Phoenix jusqu'en 2006.
Après un passage en ligues mineures dans l'organisation des Reds de Cincinnati, il s'exile brièvement au Japon en 2007 et dispute 18 matchs pour les Hokkaido Nippon Ham Fighters de la Ligue Pacifique. Il signe avec les Mets de New York à l'été 2008 et apparaît dans 4 matchs de l'équipe lors de la saison 2009.
En 140 matchs joués dans les majeures, il réussit 46 coups sûrs, dont deux circuits, pour une moyenne au bâton de ,200. Il amasse 33 points marqués et 12 points produits. Un joueur de deuxième but dans les ligues mineures, il est utilisé aux deuxième et troisième buts ainsi qu'au champ extérieur dans les majeures. En 2006, 47 de ses 86 présences au bâton pour les Diamondbacks sont dans le rôle de frappeur suppléant, et il réussit 11 coups sûrs, dont un circuit, dans ce rôle.

## Carrière d'entraîneur
De 2011 à 2014, Green est gérant d'équipes de ligues mineures affiliées aux Diamondbacks de l'Arizona. En 2013 et 2014, il dirige les BayBears de Mobile, le club-école de niveau Double-A des Diamondbacks, et est chaque fois nommé gérant de l'année dans la Southern League.
En octobre 2014, Green est nommé instructeur de troisième but des Diamondbacks de l'Arizona pour la saison 2015. 
En octobre 2015, il est l'un des candidats invités à un entretien d'embauche pour le poste de gérant des Nationals de Washington. 

### Padres de San Diego
Le 29 octobre 2015, Green est nommé gérant des Padres de San Diego ; il succède à Pat Murphy.
Le 13 août 2017, le contrat de Green, qui devait se terminer après la saison 2018, est prolongé par les Padres jusqu'à la fin de la saison 2021.